# Krak de Montréal
Krak de Montréal (francouzsky Crac de Montréal, arabsky Šobak) je křižácký hrad na východním břehu Mrtvého moře v Ma'anském governorátu v Jordánsku).

## Historie
Hrad byl vystavěn jeruzalémským králem Balduinem I., kvůli zabezpečení oblasti po králově tažení v této oblasti (během kterého dobyl Akabu na pobřeží Rudého moře). Hrad byl pojmenován na počest krále Mont Royal a měl strategickou polohu na kopci v edómské planině na poutních a karavanních trasách ze Sýrie do Arábie. Balduin I. z hradu mohl v oblasti kontrolovat obchod, poutníky a obchodníky, kteří museli žádat povolení, pokud chtěli oblastí cestovat.

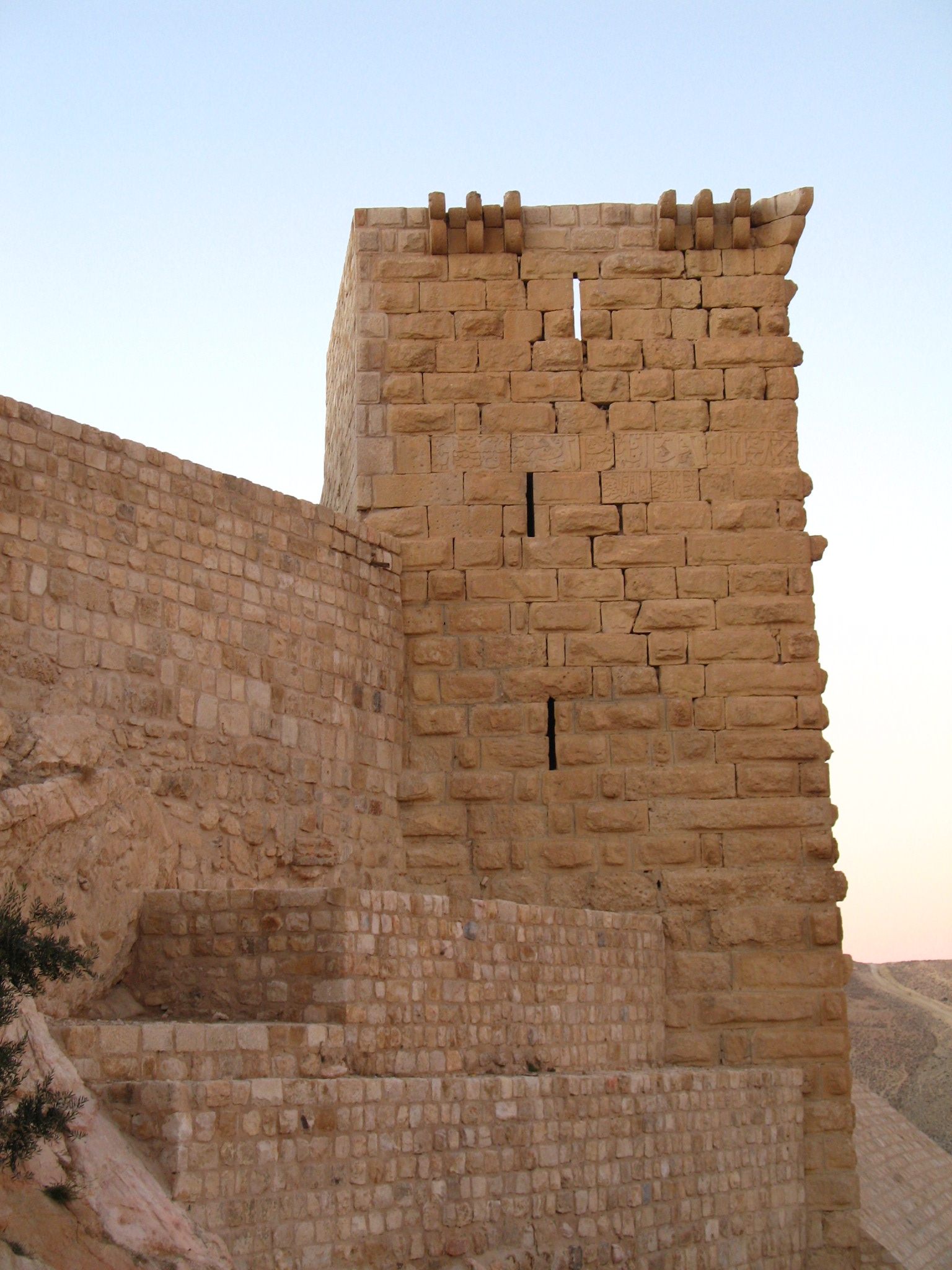
Hrad Šobak

Hrad zůstával v majetku králů v Jeruzalémě až do roku 1142, kdy se stal součástí panství Oultrejordain. V té době se také centrum panství přesunulo do Keraku, mocnější pevnosti na severu. Hradu velel Filip z Milly a po něm Renaud ze Châtillonu, který se oženil se Stephanií de Milly. Renauld hrad použil ke svým útokům proti bohatým karavanám arabských obchodníků. Když Renauld viděl, že nepřišla žádná odveta ze strany muslimů, nechal vystavět flotilu lodí a nechal se přeplavit na druhý břeh Rudého moře, ovládaný fátimovským Egyptem, aby dál po souši zaútočil na Mekku. Tímto svým pokusem o ovládnutí nejsvatějšího místa všech muslimů si Renauld vysloužil nelibost zdejšího sultána Saladina, který na království jeruzalémské zaútočil v roce 1187. Rok po dobytí Jeruzaléma Saladinem byl obležen i Krak de Montréal. Během obléhání bylo obráncům řečeno, aby za jídlo prodali své ženy a děti do otroctví. Lidé v hradu začali postupně z nedostatku soli ztrácet zrak. Kvůli kopci Saladin nemohl použít své obléhací stroje, ale po téměř dvou letech obléhání hrad v květnu 1189 padl. Přeživším obráncům se pak navrátily jejich prodané rodiny.
Mamlúci poté Krak de Montréal přestavěli, tak, že z původního křižáckého opevnění zbylo jen velmi málo. Ačkoliv hrad nebyl nikdy plně dokončený, je známo, že hrad měl tři zdi, které se částečně zachovaly.
V současné době v hradu pracuje italský archeologický tým z florentské univerzity.